# Dirk Achten
Dirk Lodewijk Maria Achten (Hasselt, 31 maart 1956) is een Belgisch ambtenaar en oud-journalist.

## Biografie
Achten studeerde communicatiewetenschappen en rechten aan de Katholieke Universiteit Leuven en vervolgens een postgraduaat aan de John F. Kennedy School of Government (Harvard-universiteit).
Vanaf 1983 werkte hij voor de krant De Standaard, eerst als politiek journalist, vanaf 1989 als verantwoordelijke binnenland en vanaf 1993 als hoofdredacteur. In 1999 werd hij er uitgever.
In 2002 werd hij politiek actief en werd politiek directeur van de VLD. Achten werd kabinetschef van de minister van buitenlandse zaken Karel De Gucht in 2004 en voorzitter van het directiecomité van de Federale Overheidsdienst Buitenlandse Zaken in 2008. Hij was in die hoedanigheid "chef van de Belgische diplomatie".
In 2018 werd hij aangesteld tot ambassadeur in Nederland, om zijn benoeming mogelijk te maken werd het organiek reglement aangepast.

## Publicaties
- Achter België: Een pamflet voor degenen die verder willen denken, Uitgeverij Scoop, Gent, 1999.
- Het einde der pilaren: Een Toscaans gesprek, Houtekiet, Antwerpen-Baarn, 2001 (met Karel De Gucht,  Yves Desmet, Johan Van Hecke).

- Digitale Bibliotheek voor de Nederlandse Letteren: acht015
- Library of Congress Control Number: n2001110680
- Virtual International Authority File: 19034443
- WorldCat: E39PBJrgDgQmqbGKDX8Kbmrg8C